# Giandomenico Serra
Giandomenico Serra (* 4. Oktober 1885 in Locana; † 23. Februar 1958 in Neapel) war ein italienischer Linguist, Romanist, Italianist, Sardologe und Dialektologe.

## Leben und Werk
Serra war von 1925 bis 1939 Professor für Italienisch an der Babeș-Bolyai-Universität Cluj in Cluj-Napoca (Klausenburg) in Rumänien. Er kehrte nach Italien zurück und lehrte bis 1953 Sprachwissenschaft an der Universität Cagliari, schließlich bis zu seiner Emeritierung 1955 an der Universität Neapel.

## Werke
- La Genesi della parola, Turin 1907
- Per la storia del cognome italiano. 2. Sulla continuita dell'onomastica latina-romanza nei nomi propri canavesani (e piemontesi), Cluj 1926
- Contributo toponomastico alla descrizione delle vie romane e romee nel Canavese, Cluj  1927
- Contributo toponomastico alla teoria della continuità nel Medioevo delle comunità rurali romane e preromane dell'Italia superiore, Cluj 1931, Spoleto 1991
- Da Altino alle Antille. Appunti sulla fortuna e sul mito del nome Altilia, Attilia, Antilia, Bukarest 1935
- La tradizione latina e greco-latina nell'onomastica medioevale italiana, Göteborg 1950
- Lineamenti di una storia linguistica dell'Italia medievale, 3 Bde., Neapel 1954–1958–1965
- Scritti sul canavese, Cuorgnè 1991